# 必胜客
必勝客股份有限公司（英語：Pizza Hut, Inc.，簡稱：必勝客，國際音標：[ˈpiːt.sə ˌhʌt]）是美国著名的披萨連鎖餐廳。截至2018年12月31日，必胜客在全球拥有18,431家餐厅，是世界上最大的披萨连锁店。它是百胜餐饮集团的子公司。
丹·卡尼和法蘭克·卡尼兩兄弟在1958年憑母親借來的600美元於美国堪萨斯州威奇托創立首間必勝客，第二年在同州首府托皮卡市建立首間特許經營的必勝客。必勝客與肯德基和塔可鐘是百胜餐饮集团的三大品牌。必勝客是全球最大的比薩專賣連鎖企業之一，它的標識特點是把屋頂作為餐廳外觀顯著標誌，遍布世界各地一百多個國家和地區，每天接待超過400萬位顧客，烤製170多萬個比薩餅。必勝客已在營業額和餐廳數量上，迅速成為全球領先的比薩連鎖餐廳企業。

## 歷史

1967年至1999年期間使用的舊標誌，自2019年起在美國境內重新採用

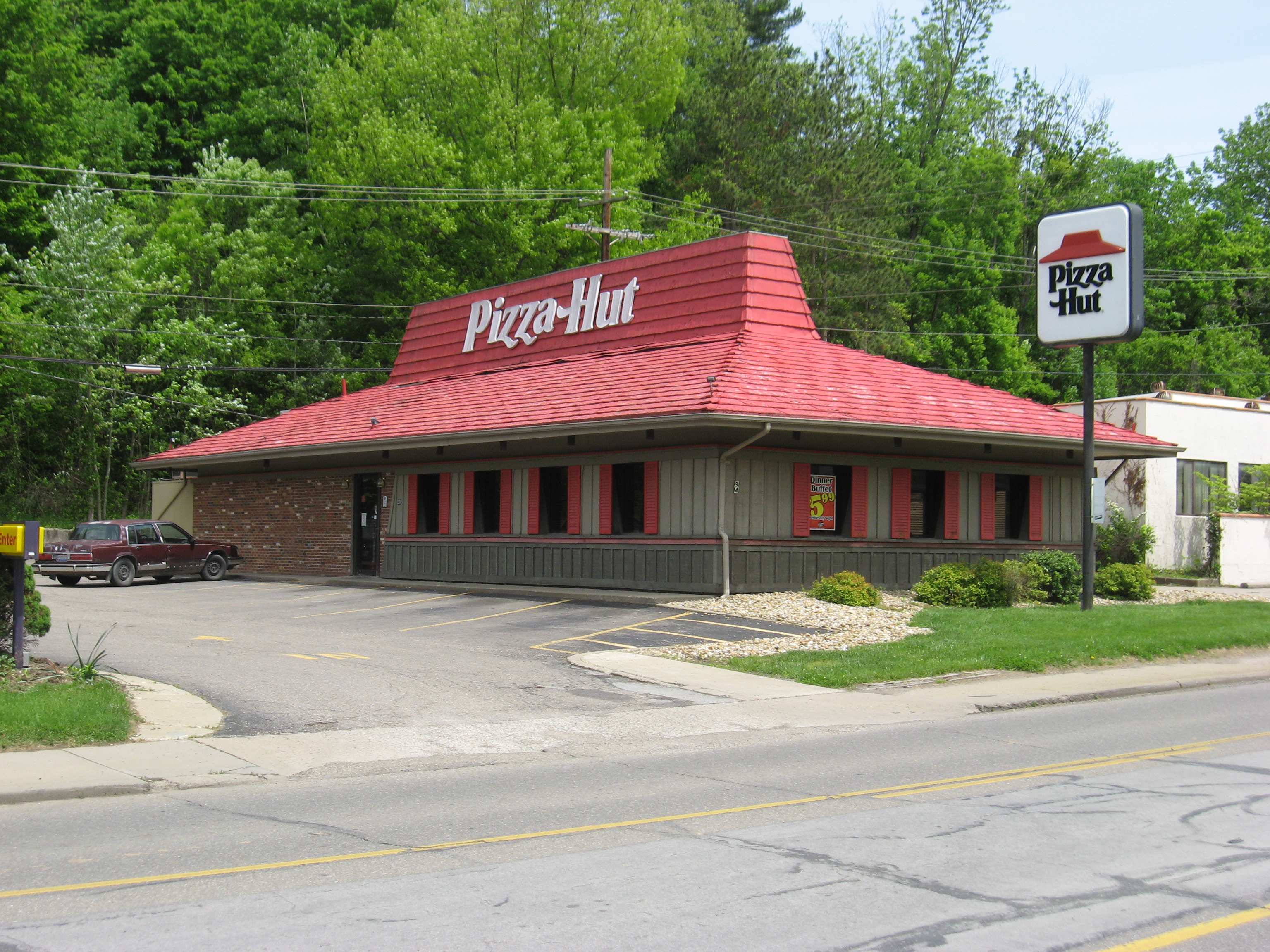
必勝客餐廳

必勝客在1958年由丹·卡尼和法蘭克·卡尼成立，原本的店鋪遷移到威奇托州立大學校園裡。必勝客在堪薩斯州地區發展時，對手喜客比薩（英語：Shakey's Pizza）在美國西岸也經營的有聲有色，這樣的競爭之下，使得必勝客重新找尋公司的定位，決定是否跟娛樂圈做連結或是純粹的社區型披薩餐廳。卡尼兄弟決定定位為做個回價社區型披薩餐廳，並了解到他們有良好的標準形象的必要。之後，卡尼兄弟將店面的營運和設計系統化，以對抗喜客比薩。1964年，必勝客確立了單一店面標準和標誌，全球的顧客皆可輕易辨別。
1965年，必勝客的第一支電視廣告播放。1968年，必勝客在加拿大開設首間分店，從此開展國際市場。1970年，全球分店數達314家，必勝客在紐約證券交易所掛牌上市，交易號為PIZ。1977年，被百事可樂公司併購。1997年，必勝客被併入百勝餐飲集團。
2020年7月，全美最大的必胜客（Pizza Hut）和Wendy's加盟商NPC International Inc.周三申请破产，这将导致NPC旗下1,200家必胜客关闭。

## 主要商品
- 披薩
- BBQ烤雞
- 千層麵
- 玉米濃湯

## 特許經營商
- 港澳地區、越南和緬甸 怡和集團
- 日本三菱商事64.26%
- 印尼PT SARIMELATI KENCANA
- 馬來西亞，新加坡，汶萊，柬埔寨QSR品牌有限公司
- 台灣富利餐飲股份有限公司（JARDINE FOOD SERVICES (TAIWAN) CO., LTD.）」，為怡和洋行旗下子公司之一。
- 美國NPC國際公司

美林於2006年5月以6億15萬元買下這家披薩公司。NPC持有美國區約五分之一的必勝客餐廳，其分店分布於美國28州1,140間，大部分位於中西部與南部，員工人數約2萬6,000人。
- 印度Devyani International Limited

## 分店

必勝客國際分店

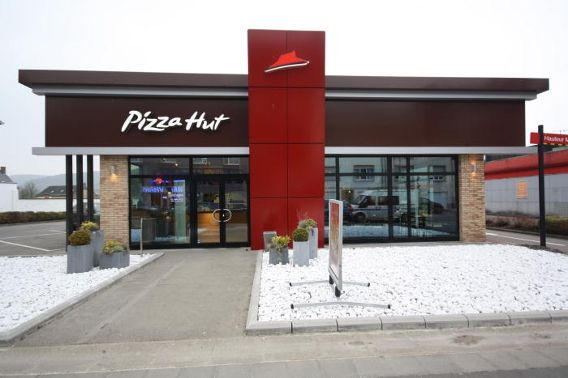
必勝客盧森堡分店

截至2013年底，必胜客在全世界94个国家和地区开设了11,139家连锁店。

## 美國國內

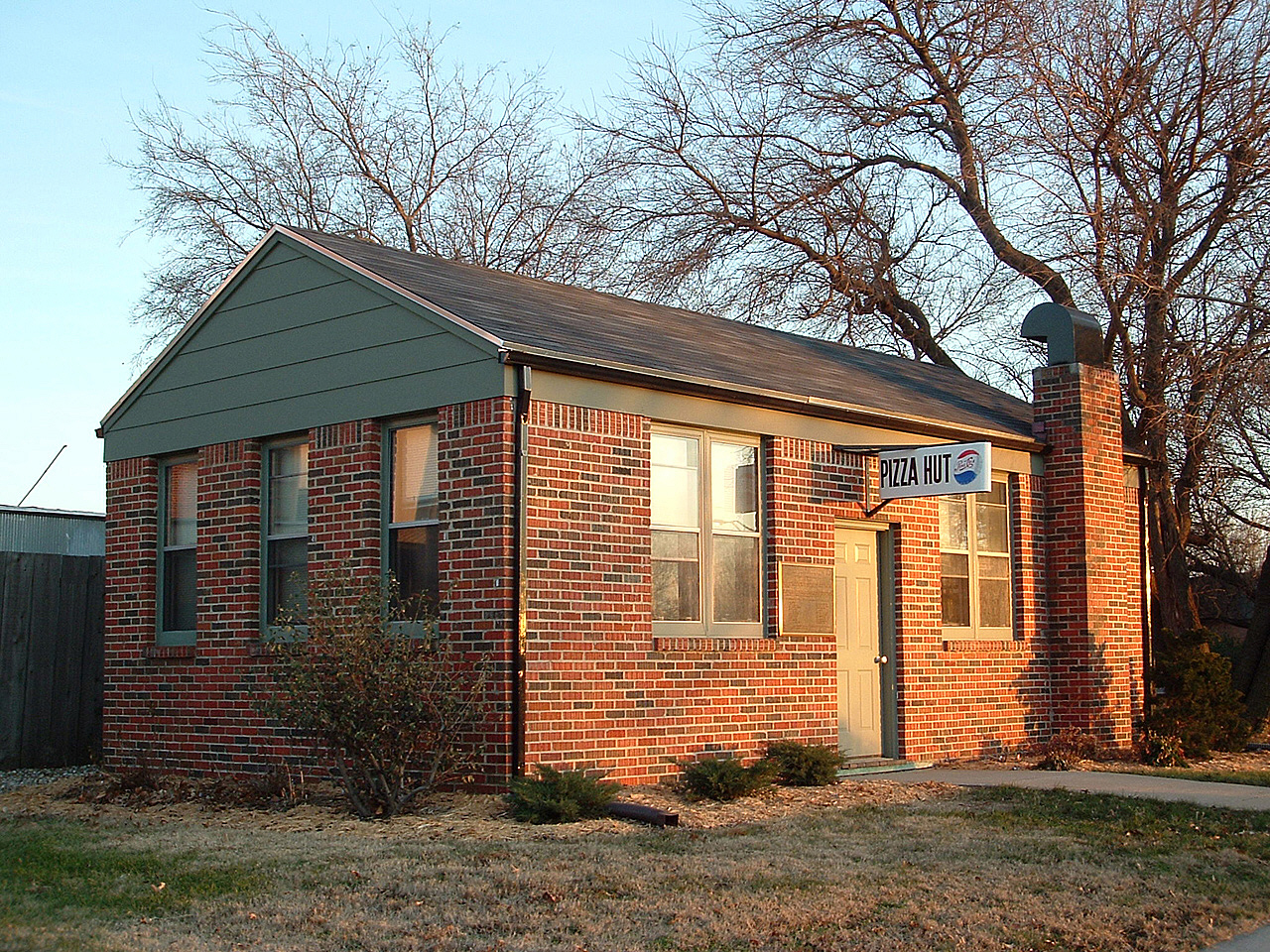
位於堪薩斯州威奇托的分店為全球第一間必勝客餐廳

由1958年創立開始，必勝客已是美國最主要的連鎖速食餐廳之一。美國必勝客店面多會使用與商標造型類似的紅色屋頂，以增加企業的辨識度。

## 美國海外

### 中國大陸

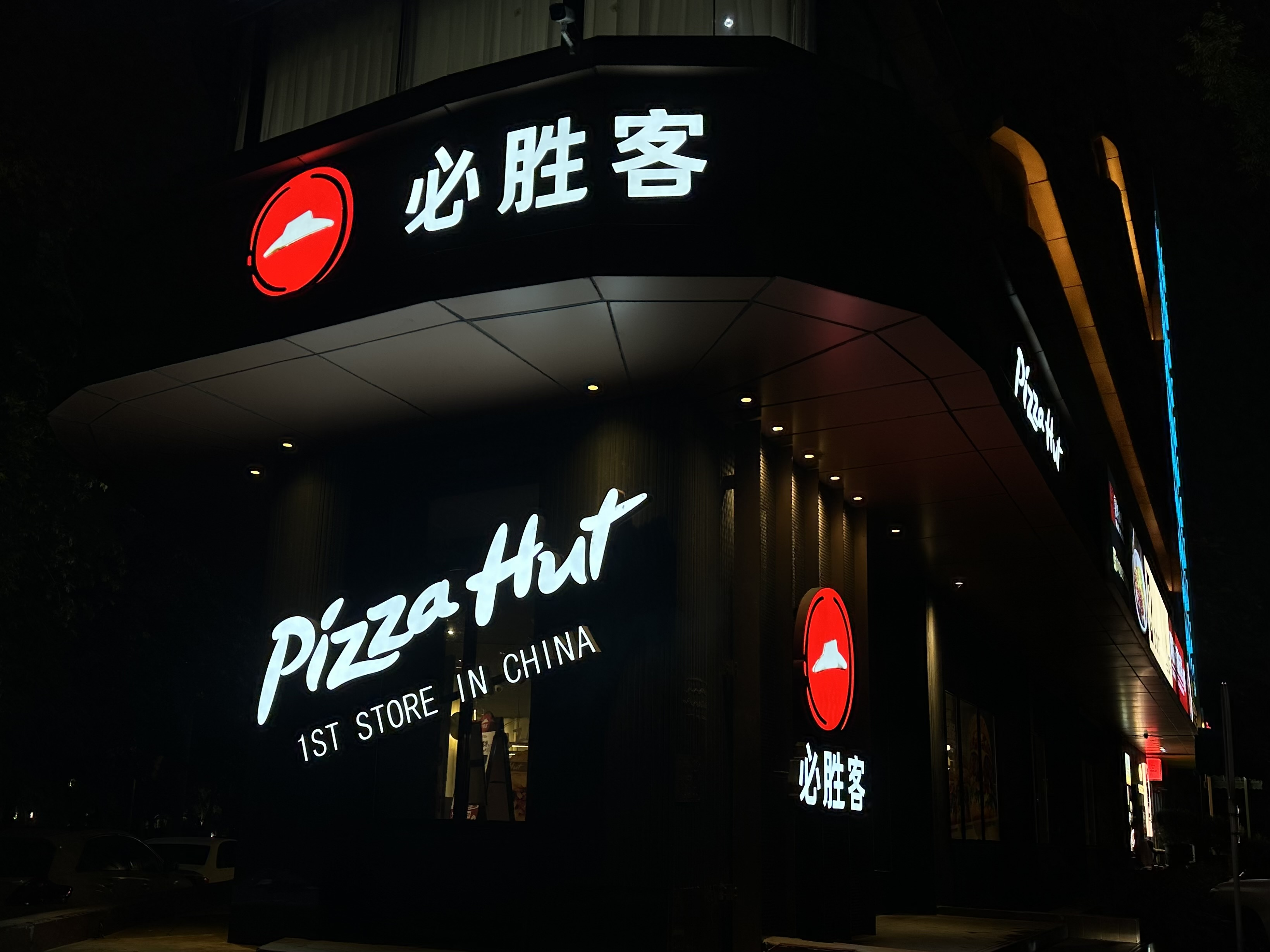
位於北京的中國大陸第一間必勝客餐廳

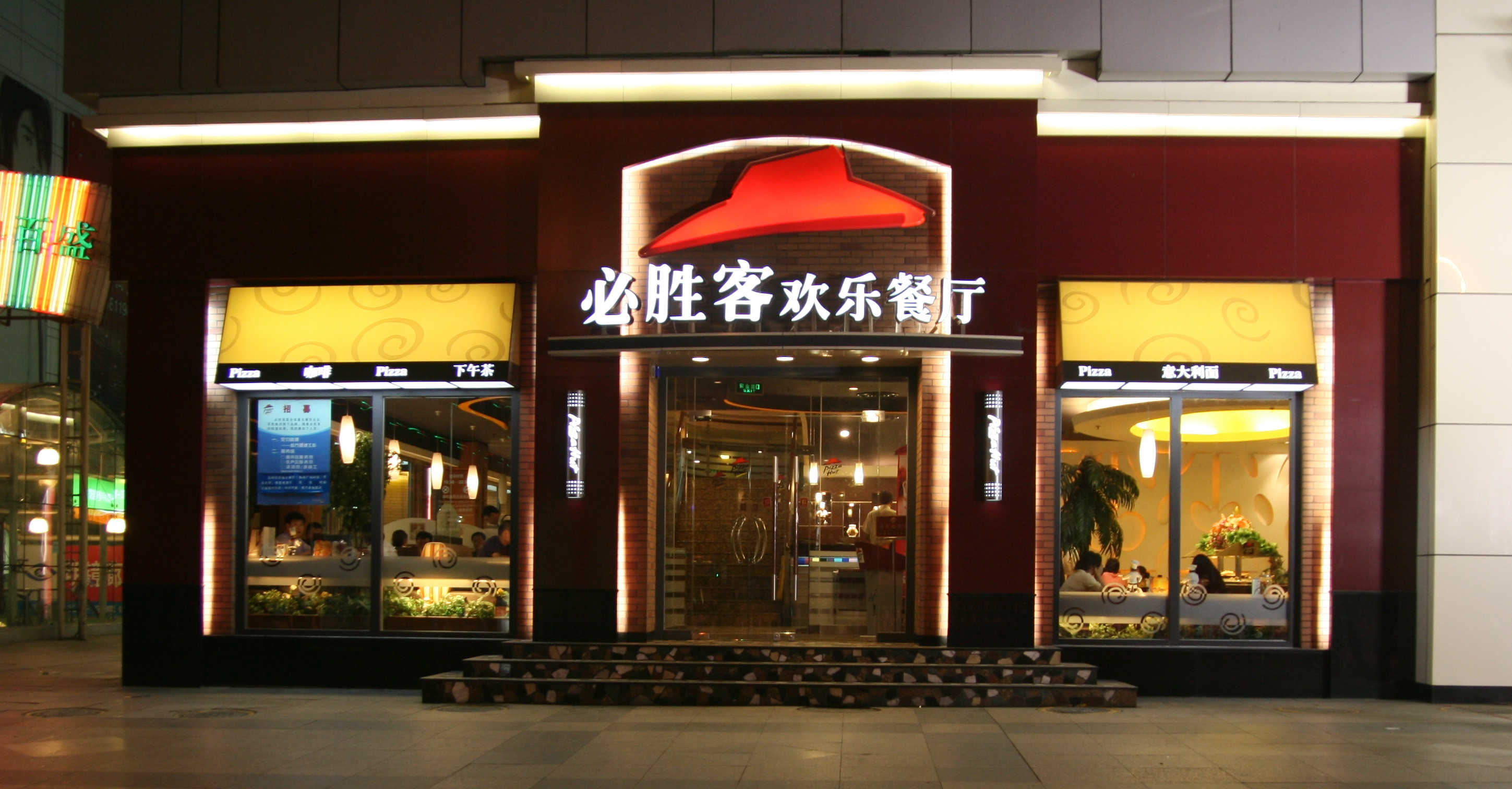
遼寧一間必胜客

中國大陸第一家必胜客餐厅於1990年在北京开设，至2019年已在多个城市有2,200多家连锁店。其經營者為百胜餐饮集团中国事业部 （百胜中国，中資），為擁有必胜客商標的百胜全球餐饮集团之子公司。

### 香港

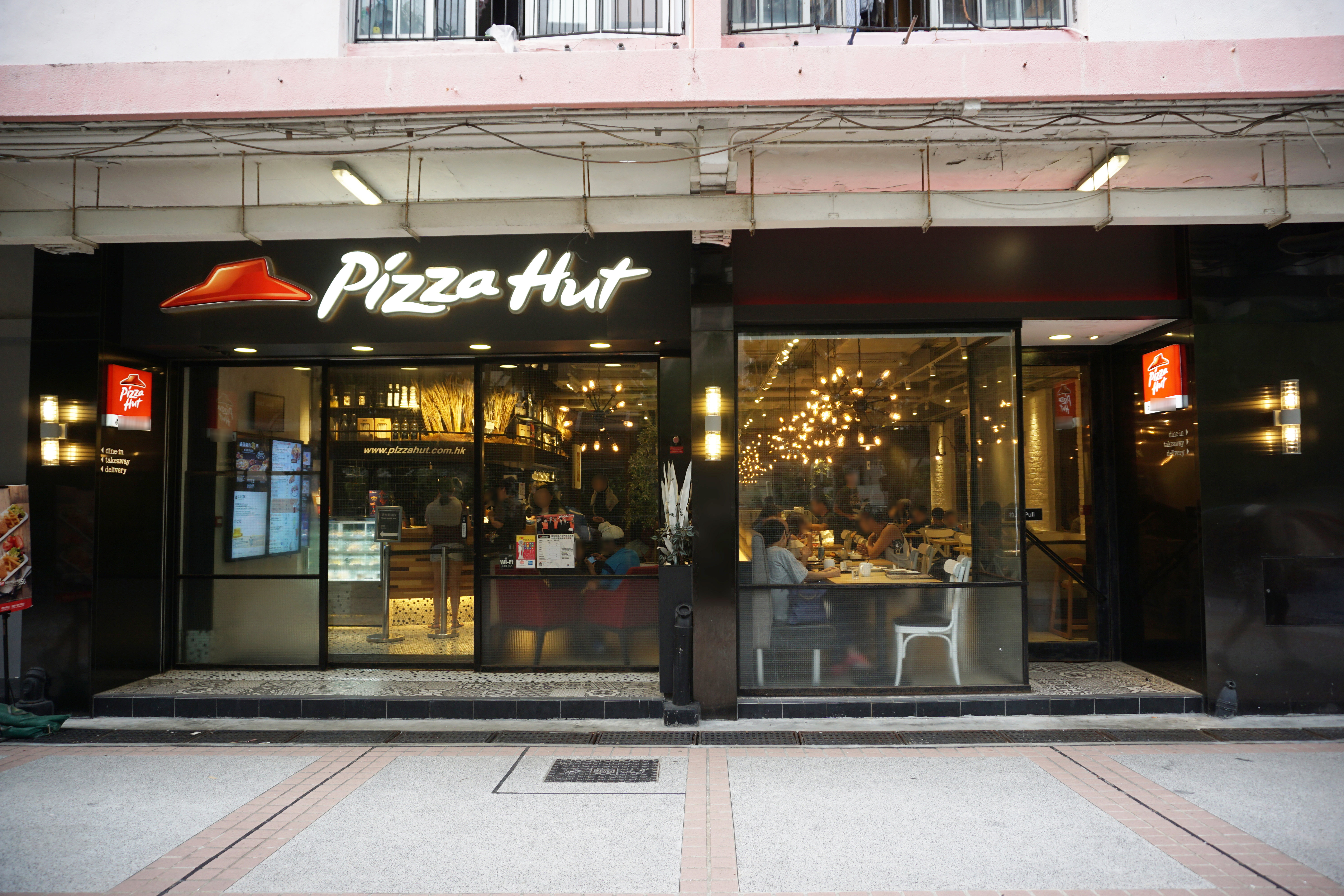
香港鴨脷洲邨必勝客餐廳

香港第一間必勝客於1981年開業，早期由一間在香港代理Akai音響的公司名P.H. Shek父女檔引入香港，第一間必勝客尖沙咀中心地舖及地庫一層打通經營，而第一間外賣速遞專門店於1992年開業。自1987年起香港必勝客的特許經營權由怡和集團擁有。現時香港共有分鋪106間，是香港最主要的薄餅鋪。
副線旗下還有另一牌子PHD（薄餅博士），主力外賣、售賣的食物款式較少，但價格比同系的必勝客便宜，在香港將會陸續結業或改為必勝客分店合併提供服務。現僅有獨立12間分店，其餘是必勝客分店合併提供服務。

### 澳門
澳門首間必勝客於1991年於葡京酒店開業，而首間外送速遞專門店則於1994年於黑沙環工業街開業。與香港必勝客相同，澳門的必勝客特許經營權由香港怡和集團所擁有。現時，澳門共有6間分店，分別位於新馬路、筷子基運順新邨、新口岸皇朝馬德里街、賈伯樂提督街柏威大廈、黑沙環海濱花園和氹仔花城。新馬路為唯一的堂食餐廳，其餘的是外送速遞專門店，亦設有少量堂食座位。全部店鋪都可外賣自取。而澳大薈萃坊店以及開業超過30年的龍園分店亦於2024年起結業。
澳門首間副線品牌PHD（薄餅博士）外賣店於2017年10月31日在黑沙環海邊馬路和東北大馬路的交界處開業 ，2019年5月14日結束營業，並且全面退出澳門。

### 台灣

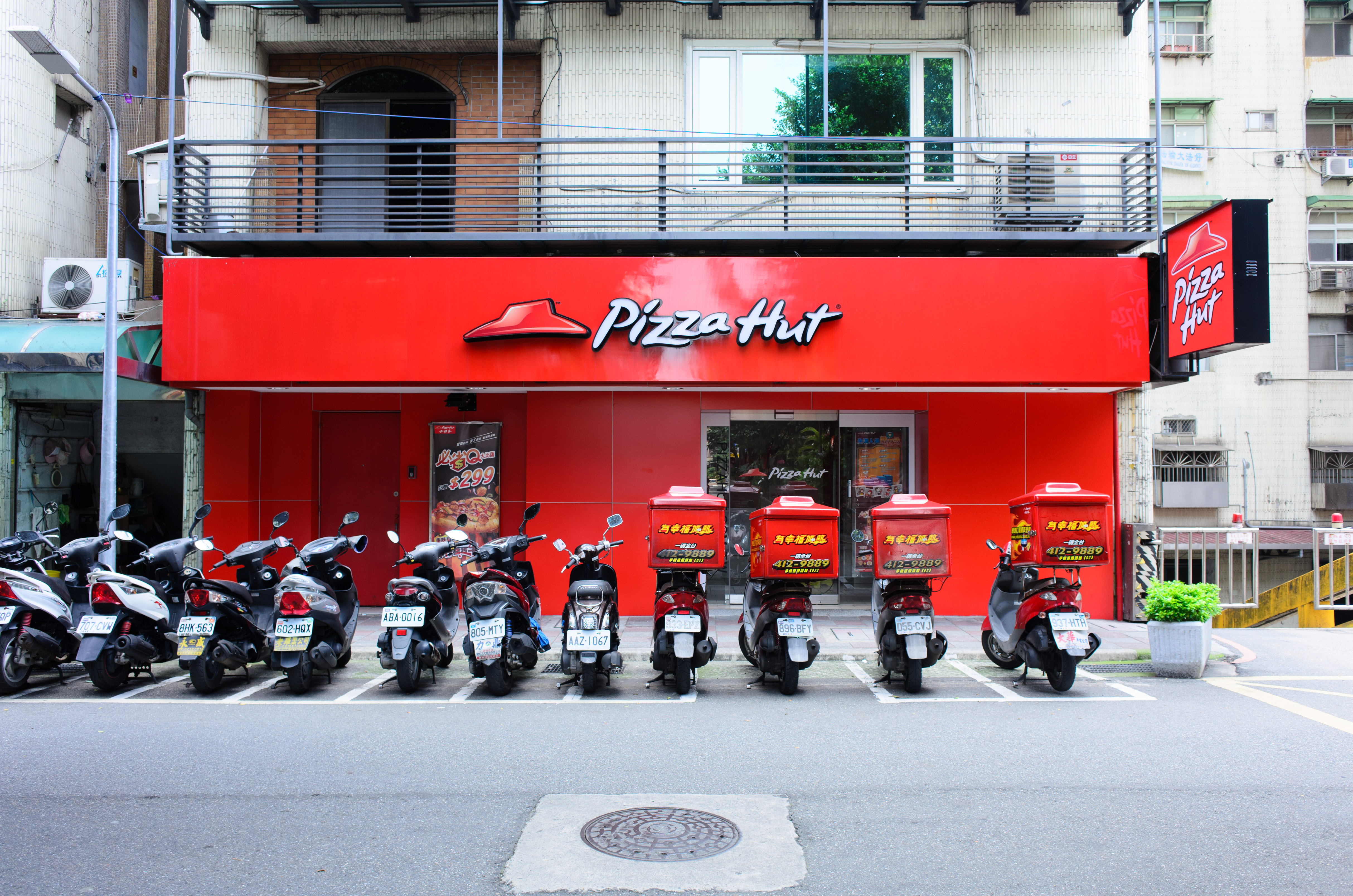
臺北市松山區必胜客外送店

臺灣第一家必勝客「南京餐廳店」於1986年8月4日在臺北市南京東路二段試賣（以「百勝客」名稱進入台灣市場），並在8月8日開幕。1990年百勝客被怡和取得經營權，更名為「必勝客」，當時僅有5家店面。1997年除將普通餐廳形式裝修成為「精緻餐廳形式」外，也在內部管理作改善，務使其組織能在穩定中逐步成長。1997年推出「比薩自助吧」，餐廳名稱為「歡樂吧」，於2021年3月達到全臺279家分店（目前已有270家分店）。
2019年起陸續推出過榴槤披薩、拉麵披薩、京都宇治金時比薩、臭豆腐披薩、珍奶披薩、滷肉比薩、椒鹽龍珠比薩、麻辣鍋披薩、三星蔥卜肉國宴比薩、花生湯圓披薩、北皇粽披薩、南霸粽披薩和香菜皮蛋豬血糕披薩，各種口味都挑戰台灣人的味蕾。
2021年10月29日，「金門金城店」在金門縣金城鎮民生路試賣，於同年11月14日開幕，是首家進駐金門的連鎖披薩店。
目前台灣「必勝客」的特許經營公司為「富利餐飲股份有限公司（JARDINE FOOD SERVICES (TAIWAN) CO., LTD.）」，為「怡和集團」旗下成員之一。

### 日本
早在1970年代已經以郊外型薄餅餐廳登陸日本。現時、日本KFC由KFC HOLDINGS JAPAN, LTD.（日本ケンタッキー・フライド・チキン）所經營。在2021年1月，全日本店舖數達440家。而在埼玉縣，則有一所以PIZZA HUT NATURAL經營的餐廳。

### 越南
越南第一間必勝客設於黎聖宗街的十字路口上，2007年正式開幕。目前越南共有108家必勝客，特許經營權由怡和集團擁有。

### 俄羅斯
1990年，全俄罗斯首家餐厅在莫斯科开业。1998年，由前苏联共产党中央委员会总书记米哈伊尔·戈尔巴乔夫参演的广告播出。1998年10月，必胜客离开莫斯科。2000年国际空间站星辰号服务舱发射的时候，必胜客的商标出现在质子运载火箭上。
2022年3月9日，因應俄羅斯入侵烏克蘭，肯德基母公司百勝餐飲集團表示，暫停在俄羅斯相關投資，暫停俄國境內70間肯德基門市營運，並關閉所有必勝客餐廳。

## 軼事
當卡尼兄弟建立起第一間必勝客時，發現招牌位置只可容納8個英文字母，而其中5個字位一定要有“Pizza”這個字，由於這間餐廳之外觀與茅屋相似，於是卡尼的家人建議加上“Hut”（茅屋、寮、棚）字，Pizza-Hut這名字便誕生了。原先的位置在卫奇塔州立大学仍然可以找到。
1989年啟用至今的台北車站大樓，由於屋頂酷似必勝客商標上的屋頂，因此也被戲稱為比薩屋。